# Sant'Andrea al Quirinale
Sant'Andrea al Quirinale is de kerk van het Jezuïetenseminarie op de Quirinaal in Rome.

## Geschiedenis
De kerk is ontworpen door Gian Lorenzo Bernini en Domenico de' Rossi en werd gebouwd tussen 1658 en 1678. De kerk wordt beschouwd als een van de beste voorbeelden van Romeinse barok, en Bernini beschouwde haar als een van zijn meest perfecte werken.
De kerk is ovaal, met de ingang en het hoogaltaar op de korte as van de ellips. Het halfronde portaal is versierd met het wapen van Camillo Kardinaal Pamphili, die de bouw van de kerk financierde.
Koning Karel Emanuel IV van Sardinië is begraven in een van de zijkapellen, evenals de Heilige Stanislaus Kostka.
In een ruimte die niet toegankelijk is voor het publiek, te bereiken via de kapel rechts van het altaar, hangt een Vlaams wandtapijt naar een ontwerp van Peter Ykens. 

## Titelkerk
De Sant'Andrea al Quirinale werd in 1998 een titelkerk na de toewijzing aan Adam Kozłowiecki.
| Jaar      | Titel              | Kardinaal        |
| --------- | ------------------ | ---------------- |
| 1998-2007 | kardinaal-priester | Adam Kozłowiecki |
| 2007-     | kardinaal-priester | Odilo Scherer    |

## Galerij

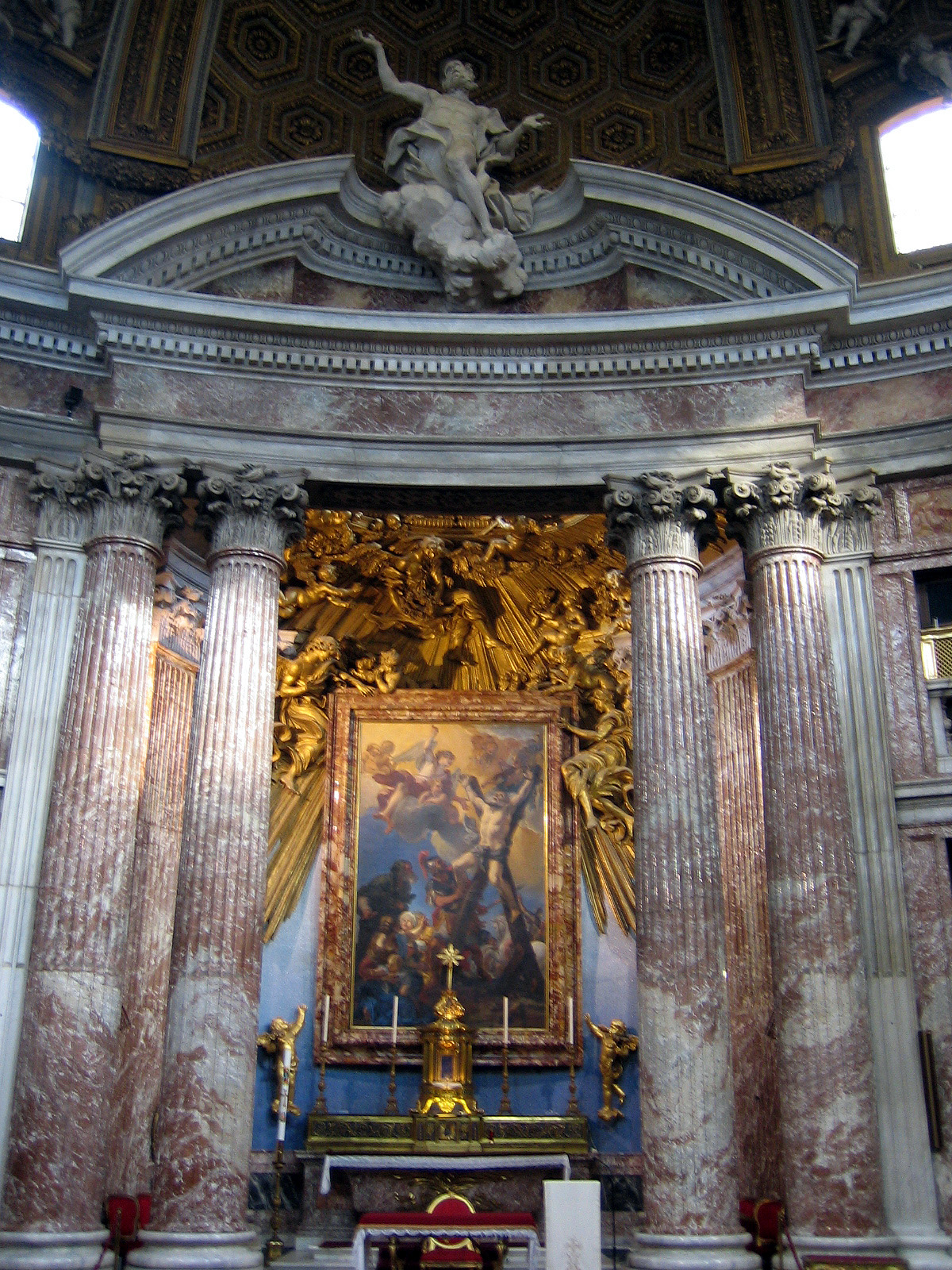
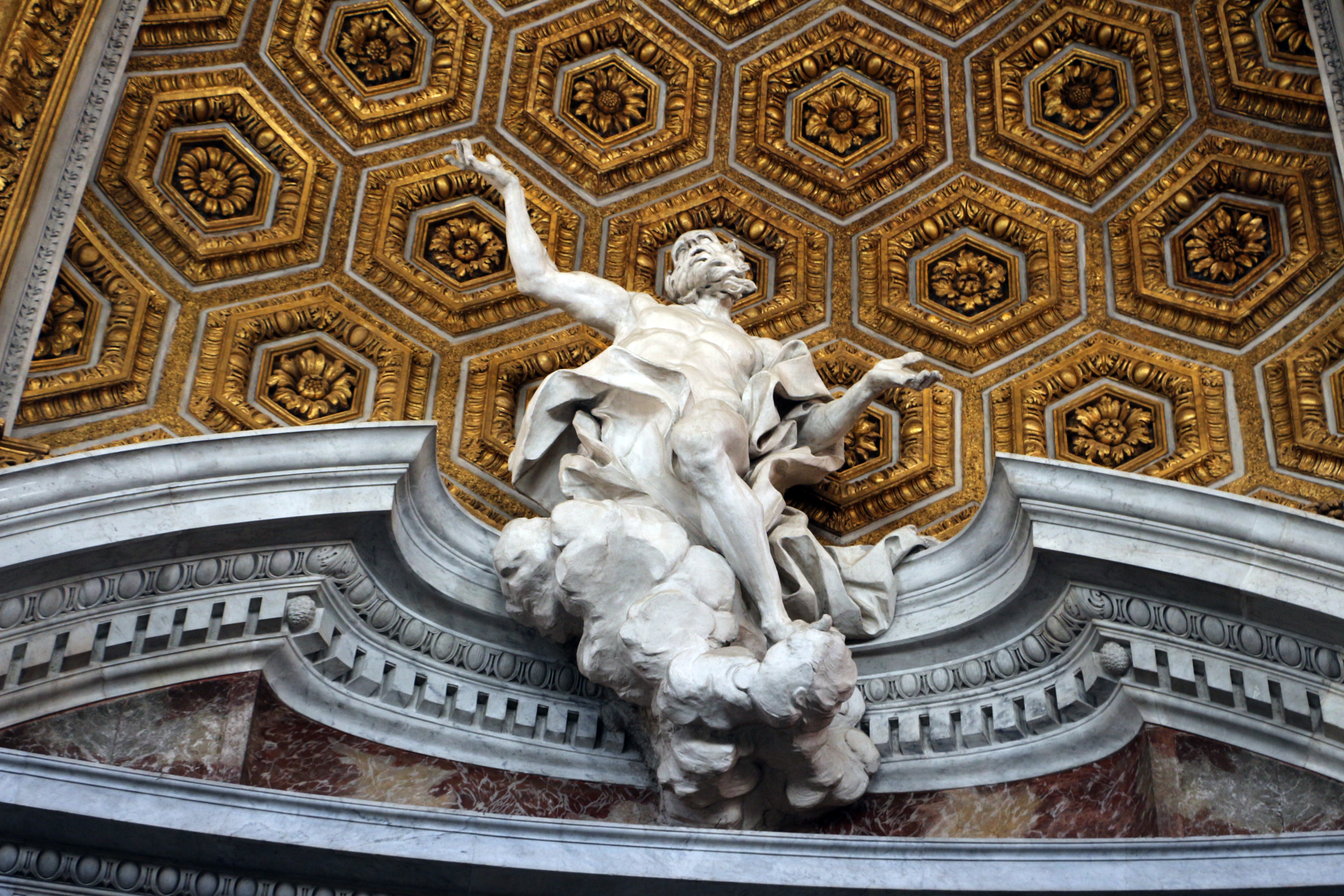